# Thilo Irmisch
Johann Friedrich Thilo Irmisch (Sondershausen, 14 gennaio 1816 – Sondershausen, 28 aprile 1879) è stato un botanico tedesco.

## Biografia
Irmisch studiò teologia, filosofia e storia naturale presso l'Università di Halle-Wittenberg. Si formò insieme al professor D. von Schlechtendal, che in seguito divenne suo amico. Dal 1855, insegnò alla scuola superiore di Sondershausen. Allo stesso tempo, pubblicò numerosi articoli e libri su argomenti botanici, in particolare la morfologia delle piante, ad es. Beiträge zur vergleichenden Morphologie der Pflanzen (Contributo a una morfologia comparativa delle piante), pubblicato in sei volumi 1854-1878.
Il suo amico ed ex insegnante von Schlechtendal chiamò il genere Irmischia, che fu presto sinonimo di Metastelma (Apocynaceae). August Eichler nominò il genere Thiloa (Combretaceae) per Thilo Irmisch.

## Opere
- Über einige Botaniker des 16. Jahrhunderts, welche sich um die Erforschung der Flora Thüringens, des Harzes und der angrenzenden Gegenden verdient gemacht haben . Eupel, Sondershausen 1862